# Noureddine Bensouda
 (mai 2011).
Si vous disposez d'ouvrages ou d'articles de référence ou si vous connaissez des sites web de qualité traitant du thème abordé ici, merci de compléter l'article en donnant les références utiles à sa vérifiabilité et en les liant à la section « Notes et références ».
Pour les articles homonymes, voir Bensouda.
Noureddine Bensouda est un haut fonctionnaire de l'État marocain, né en 1963. Il est nommé en 2010 trésorier général du Royaume.

## Chronologie de son parcours
- Élève du Collège royal, en même temps que l'actuel roi Mohammed VI[1].
- En 1983, il obtient une licence en droit.
- En 1986, il est chargé d'études au cabinet du ministère des Finances.
- En 1991, il devient chef de cabinet du ministre des Finances.
- En 1993, il devient adjoint au directeur des impôts, chargé de l'inspection centrale des services et des recoupements.
- En 1999, il est nommé directeur général des impôts (et le restera jusqu'en 2010).
- En 2001, il obtient un doctorat en droit public à l'université Paris 1 Panthéon-Sorbonne.
- En 2005, il obtient un doctorat d'État en droit public à l'université Mohammed V. Il devient aussi président du comité des experts des Nations unies en matière de coopération fiscale.
- En 2007, il devient membre du comité scientifique permanent de l'association.
- Le 26 avril 2010,  Sa Majesté le roi Mohammed VI le nomme trésorier général du royaume du Maroc, en remplacement de Saïd Ibrahimi.